# Martina Centofanti
Martina Centofanti (Roma, 19 de maio de 1998) é uma ginasta italiana, medalhista olímpica.

## Carreira
Centofanti conquistou a medalha de bronze nos Jogos Olímpicos de Verão de 2020 em Tóquio na prova feminina por equipes da ginástica rítmica, ao lado de Agnese Duranti, Alessia Maurelli, Daniela Mogurean e Martina Santandrea, com um total de 87.700 pontos na sua performance.